# The Bazaar of Bad Dreams
Bazaar of Bad Dreams är en novellsamling av Stephen King, publicerad den 3 november 2015.  Detta är Kings sjätte novellsamling och hans tionde samlingsverk totalt. En av berättelserna, "Obits", vann 2016 Edgar Award för bästa novell,  och själva samlingen vann Shirley Jackson Award 2015 för bästa samling.  Pocketutgåvan, som släpptes den 18 oktober 2016, innehöll bonusnovellen, "Cookie Jar", som publicerades 2016 i VQR . 

## Bakgrund
I ett brev som publicerades på Stephen Kings officiella webbplats i juni 2014 meddelade King att han eventuellt skulle publicera en "book of new stories" (bok med nya historier) hösten 2015, efter publicering av Finders Keepers .  I en intervju med Toronto Sun den 6 november 2014 tillkännagav King samlingens titel och berättade fler detaljer. Han sa att "[I]n the fall of 2015 there will be a new collection of stories called The Bazaar of Bad Dreams, which'll collect about 20 short tales. It should be a pretty fat book." ("Jag kommer under hösten 2015 publicera en ny novellsamling som heter The Bazaar of Bad Dreams, vilken kommer samla cirka 20 korta berättelser. Det borde bli en ganska tjock bok.")  I februari och mars 2015 bekräftade King personligen och via sin assistent boken kommer innehålla novellen " Bad Little Kid " (publicerad 2014 som en e-bok på franska och tyska som en gåva till Kings europeiska fans  ), " Ur " (kraftigt reviderad  ), "Drunken Fireworks" och " A Death ". Den fullständiga förteckningen över de tjugo berättelser som boken skulle innehålla tillkännagavs på Kings hemsida den 20 april.Under hela maj avslöjades omslaget på Kings officiella hemsida i fem steg. Det sista omslaget presenterades den 22 maj.  The Bazaar of Bad Dreams utelämnar samtidiga historier publicerade av King i samarbete med hans son Joe Hill (" Throttle " och " In the Tall Grass ") och Stewart O'Nan (" A Face in the Crowd "). 

## Noveller

### Premium Harmony
Ray och Mary Burkett samt deras hund Biznezz är ett amerikanskt par på väg till Walmart för att handla och köpa en present till Marys släkting. I bilen tjafsade de om Rays rökning och Mays övervikt.Väl  inne i affären faller Mary plötsligt ihop och dör av en hjärtattack. Efter att ambulanspersonal har dödförklarat henne efter ett par timmar återvänder Ray till bilen där även deras hund har dött av hypertermi. Novellen slutar med att Ray försöker få ett paket cigaretter av en affärsägare som tröst för allt som hänt och att han kör iväg i bilen rökandes för att nu kan han göra det.

### Batman and Robin Have an Altercation
Sanderson är en medelålders man vars far har alzheimers. Regelbundet träffar Sanderson sin far och de går på samma restaurang och har samma samtal varje gång de ses. När de kör tillbaka från restaurangen har Sandersons far ett ögonblick av klarhet där de tillsammans pratar om en halloween där Sanderson var utklädd till Batman. Plötsligt blir Sanderson påkörd av en bandit i en stor lastbil. När han försöker reda ut krocken med honom blir han istället nedslagen. Banditen misshandlar Sanderson rätt rejält men när han ligger på marken märker han blod som inte kommer från honom. Då har Sandersons far kört en kniv från restaurangen de precis var på i halsen på banditen.

### Ur
Novellen handlar om Weasly Smith som är en engelskainstruktör på ett fiktivt college i Kentucky. I början av boken har han precis införskaffat sig en Amazon Kindle. Kindlen visar sig kunna ta fram dokument, till exempel böcker eller tidskrifter, som i tidslinjen läsaren befinner sig i inte finns. Det finns i princip två olika sorter av dokument som inte finns, de som inte finns för att författaren dog i läsarens tidslinje men i en annan tidslinje överlevde vad de dog av och fortsatte producera verk, eller för att dokumenten är från tidslinjens framtid och därför inte ännu skett. Detta visar sig bli väldigt viktigt för Smith när han läser i det så kallade Ur att tjejen han varit tillsammans med kommer dö i en bilkrasch om inte han gör någonting för att stoppa det.

### Summer Thunder
Novellen är satt i en värld efter en kärnkraftsapokalyps. Huvudkaraktären Robinson befinner sig i ett nästan öde land där alla, utom en gammal gubbe vid namn Timlin, har flytt eller dött. I novellen hittar Robinson en liten gråvit hund som han kallar Gandalf eftersom hunden kom till Robinson som Gandalf kom till hobbitarna i Sagan om Ringen. Mot slutet tvingas Robinson att avliva Gandalf för att han har blivit för sjuk på grund av strålningsskador. Det slutar med att den gamla gubben Timlin tar livet av sig av Robinson kör av en klippkant med sin motorcykel.